# 中地雄一
中地 雄一（なかち ゆういち、1986年6月18日 -）は、地方競馬の川崎競馬場吉橋淳一厩舎所属の元騎手。勝負服の柄は胴紫・黄山形一文字、袖桃。神奈川県出身。身長166.6センチメートル、体重46.3キログラム、血液型B型。地方競馬教養センター騎手課程第79期生。
実父中地健夫は川崎競馬の元騎手、現厩務員。親子で同じ馬の仕上げにかかわったこともある。

## 来歴
2004年3月31日付けで地方競馬騎手免許を取得し、足立勝久厩舎からデビュー。同年4月26日、川崎競馬第3競走の3歳七組条件戦（93万円以上157万円未満）ヤマノロビンスターでレース初騎乗（9頭立て6番人気2着）。
2005年10月1日付けで足立勝久厩舎から長谷川三郎厩舎に所属が変更された。
2006年5月15日の調教中に膝下を骨折する怪我を負い、全治2か月と診断されたが、その後の検査で完治まで時間がかかることがわかり、結局16か月休養することとなった。2007年8月30日、川崎競馬第10競走（C1四組条件戦）キョウエイイーグルで騎乗を再開した（10頭立て8番人気3着）。
2007年11月19日、浦和競馬第7競走（C2二組三組四組条件戦）で3番人気セユーサクラに騎乗し優勝、デビュー120戦目にして初勝利を挙げた。
長谷川調教師の死去に伴い、2010年1月25日付けで田村豫志雄厩舎へ所属が変更され、さらに3月1日付けで鈴木敏一厩舎に所属が変更された。同年10月4日から12月31日までの予定で高知競馬場で期間限定騎乗を行ったが、期間を延長し翌2011年1月4日まで騎乗した。高知競馬での所属は田中守厩舎。
2011年3月11日、鈴木敏一調教師の死去に伴い、同年3月14日付けで内田勝義厩舎へ暫定的な所属変更。その後同年7月9日付けで吉橋淳一厩舎に所属が変更された。
2012年4月の川崎開催を最後に引退。
地方競馬通算成績は355戦4勝・2着18回・3着21・勝率1.1%・連対率6.2%。

## 期間限定騎乗
高知競馬場で2度にわたり期間限定騎乗を行っている。高知競馬での所属は田中守厩舎。
- 2008年11月9日から2009年2月1日までの予定で騎乗[19]。途中で期間を延長し[21]、最終的には2009年3月15日まで騎乗した[22]。
- 2010年10月4日から12月31日まで騎乗予定[20]であったが、のちに2011年1月4日まで延長し騎乗した[23]。